# Ульман, Фриц
Фриц Ульман нем. Fritz Ullmann (2 июля 1875 года , Фюрт, (Германия) — 17 марта 1939 года, Женева) — немецкий и швейцарский химик-органик. Муфта Ульмана была названа его именем. Кроме того, синтез Гребе-Ульмана назван в честь учёных-химиков Карла Гребе и Фрица Ульмана.

## Биография
Родился 2 июля 1875 года в Фюрте в Баварии (Германия). Начал изучать химию в Нюрнберге в Германии.
В 1893—1895 учился на химическом факультете Женевского университета, получил докторскую степень в 1895 году. Затем он был ассистентом по органической химии, а с 1898 года — частным лектором в Женеве.

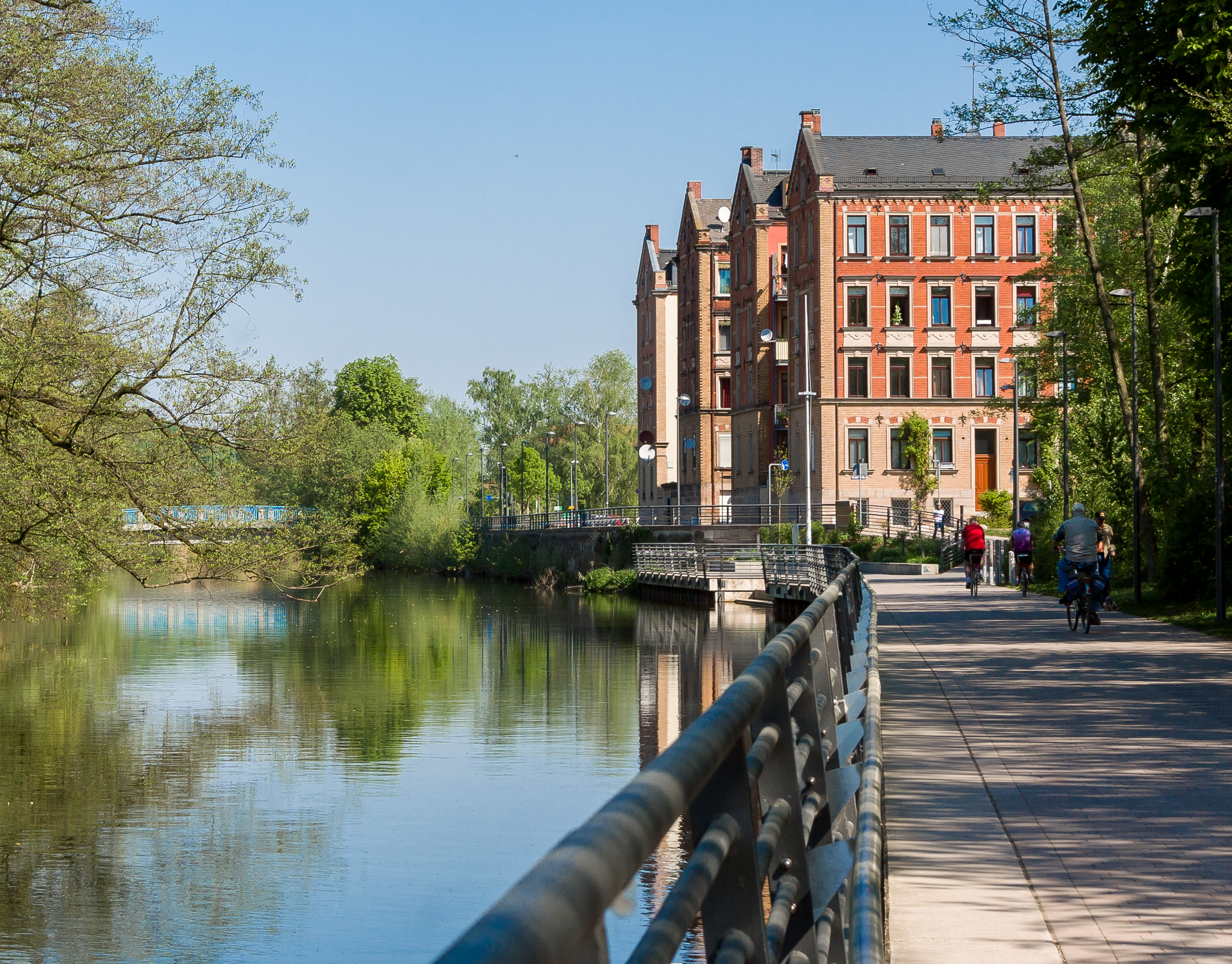
Город Фюрт в Баварии — родина Фрица Ульмана

В 1905−1913 и 1922−1925 годы преподавал техническую химию в Техническом университете Берлина, сначала в качестве частного лектора, а затем в качестве доцента.
В 1926 году Ульман вернулся в Женеву и принял швейцарское гражданство.
Ульман открыл два важных метода препаративного синтеза:
Алкилирование диметилсульфатом (1900 г.).
Отщепление галогенов от арилгалогенидов мелкодисперсной медью (связь Ульмана) с получением диарилов (1901).
С 1914 по 1922 год он опубликовал первое издание Энциклопедии технической химии в 12 томах под названием «Энциклопедия промышленной химии» («Ullmanns Encykiopädie der technischen Chemie»), стандартную работу, которая постоянно обновляется по сей день. Вероятно, первым частным ассистентом в его лаборатории в университете с 1905 по 1910 год работала его будущая жена Ирма Гольдберг.
В честь Ульмана названы следующие реакции: реакция Ульмана , конденсация Ульмана , синтез Гребе-Ульман
 , реакция Голдберг и синтез Жордана-Ульмана-Голдберг .